# بیباختینو
بیباختینو (انگلیسی: Bibakhtino) یک شهرک در شهرستان ایگلینسکی استان باشقیرستان کشور روسیه است.